# Juan Manuel Santos
Juan Manuel Santos Calderón, född 10 augusti 1951 i Bogotá, var Colombias president 7 augusti 2010 till 7 augusti 2018. Han representerade det liberal-konservativa Partido Social de Unidad Nacional. Han har en Master of Economics från såväl London School of Economics som en Master of Public Administration från Harvard University. Santos erhöll Nobels fredspris 2016.

## Santos som försvarsminister

### Demokratisk säkerhetspolitik
Santos är en av de viktigaste strategerna bakom "den demokratiska säkerhetspolitiken", ett militärt och civilt projekt som syftar till att göra Colombia till ett säkrare land, fritt från gerillor, paramilitärer och narkotikakarteller. Under Santos tid som försvarsminister har vissa områden i Colombia blivit säkrare, framförallt i den centrala och norra delen av landet. Farc-gerillan har även försvagats under Santos. Farc beräknades ha drygt 16000 medlemmar 2002. 2009 beräknas siffran vara 11000. Den demokratiska säkerhetspolitikens implementerande anses vara orsaken till Santos popularitet i breda folklager.

#### Kritik mot den demokratiska säkerhetspolitiken
Kritiker menar att Colombia har offrat medborgarnas fri- och rättigheter i jakten på ökad säkerhet. Den skarpaste kritiken kommer från människorättsorganisationer, som bland annat menar att den colombianska regeringen fängslar kritiker och fabricerar bevis mot dem. Människorättsorganisationen Human Rights First skriver i en rapport att Colombia har minst ett femtiotal "politiska fångar" som sitter fängslade utan rättegång. I november 2008 fängslades människorättsaktivisten Carmelo Agámez, som länge kritiserat regeringen för samarbete med paramilitärer. Han anklagades för att samarbeta med samma paramilitära grupper han riktade kritik mot. Colombianska och nordamerikanska människorättsorganisationer skriver att motiven bakom fängslandet av Agámez och liknande fall är att tysta "dissidenters kritiska röster"." Den 4 november 2009 handlades Agámez fall, efter att utredningen pågått sedan förvisning till terroristenhetens utredare skett i april. Agámez överklagade beslutet, och ett nytt beslut väntas fattas om åtal genom vice statsåklagarämbetet Enligt den colombianska staten har processen präglats av transparens, och Agámez anklagas för brott mot artikel 340 i den colombianska brottsbalken samt häktningslagens 65:e artikel. Men enligt Human Rights First har fängslandet präglats av "en rad oegentligheter" och organisationen ifrågasätter att han blev fängslad "ett helt år utan rättegång". Den colombianska regeringen förnekar att landet har politiska fångar.

### Falsos positivos
År 2008, under Santos tid som försvarsminister, briserade den så kallade Falsos positivos-skandalen (Escándalo de los falsos positivos) i Colombia, där det avslöjades att den colombianska armén dödat mer än 3700 oskyldiga, iklätt dem gerillauniform, och presenterat de döda kropparna som "segrar" i kriget mot Farc- och ELN-gerillorna. Majoriteten av de som mördats har varit fattiga pojkar och flickor i tonåren, som medvetet valts ut av armén på grund av deras "låga sociala status". Santos införde som försvarsminister ett bonussystem, där soldater i Colombias armé får pengar och förmåner för dödade gerillasoldater. Enligt Human Rights Watch har mördandet under en längre tid varit "systematiskt". Santos har blivit kraftigt kritiserad för skandalen. Kritiker har även påpekat att de utomrättsliga avrättningarna av oskyldiga har fortsatt efter skandalens avslöjande, mellan januari och november 2009 skedde minst sju utomrättsliga avrättningar av civilister, och två stycken godtyckliga arresteringar. Santos skapade kontrovers när han i april 2010 sade att det inte skett några avrättningar sedan 2008. Ledande intellektuella i Latinamerika menar att Falsos Positivos är ett uttryck för en så kallad estetisering av Colombias inrikeskonflikt, vilket betyder att statistisk har blivit viktigare för styrande politiker än långsiktigt och hållbart arbete för fred.

### Konflikt med Ecuador och Rafael Correa
I mars 2008 beordrade Santos en attack mot ett av Farc-gerillans läger på ecuadorianskt territorium. I attacken dödades Farc-gerillans andraman Raul Reyes, sexton gerillamedlemmar och två mexikanska journalister. Attacken ledde omedelbart till en diplomatisk kris mellan Ecuador och Colombia. Ecuador bröt omedelbart alla diplomatiska förbindelser med Colombia, och presidenten Rafael Correa skickade trupper till gränsområdet mellan de båda länderna. Santos och Álvaro Uribe försvarar attacken och menar att det inte borde tolkas som en attack mot Ecuador. Rafael Correa, å andra sidan, ansåg att attacken borde ses som ett medvetet angrepp mot landet. Delstatsdomstolen i provinsen Sucumbíos utfärdade i april 2010 en häktningsorder mot Santos, vilket betydde att Santos inte kunde besöka Ecuador utan att bli arresterad. Santos sade att Colombia kunde tänka sig att upprepa en liknande attack vid behov. President Correa svarade i juni 2010 med att varna Santos för att Ecuador var redo för ett angrepp: "[V]i har alltid sagt att vi respekterar det colombianska folket [...] men om det som hände i mars 2008 upprepas, kommer en omedelbar militär respons". Santos sade sig ha beslagtagit dokument från Reyes dator som visade att Farc finansierat Correas presidentvalskampanj 2006. Colombia lämnade den till Interpol, som sade att innehållet var autentiskt. Interpol sade också att datorns innehåll inte förändrats under sin handläggning av de colombianska myndigheterna. Ecuador bad om att få undersöka datorn, men Colombia har hittills vägrat att lämna över den. I juni 2010 erkände ledande personer inom Colombias säkerhetstjänst att Santos och Uribe under flera år godkänt avlyssning av Rafael Correa.

## Santos som presidentvalskandidat
Santos gick till val med löften om att fortsätta den demokratiska säkerhetspolitiken. Santos vann den första omgången av det colombianska presidentvalet 2010 med 46% av rösterna, och i den andra omgången med närmare 70 procent. Enbart 40 procent av de röstberättigade colombianerna röstade i den andra valomgången. Vissa valobservatörer anklagade Santos för att köpa röster, framförallt på landsbygden. Den oberoende organisationen Global Exchange rapporterade om att regeringens stödprogram till fattiga - Familias en Acción - använts av staten för att köpa röster till Santos och hans lokala kandidater. Presidentvalskandidaterna Gustavo Petro och Antanas Mockus anklagade Santos för att ha nära politiska och ekonomiska band med de logistikfirmor som ansvarade för säkerheten under valet.

## Utmärkelser
Den 7 oktober 2016 meddelade den norska nobelkommittén att Juan Manuel Santos tilldelats Nobels fredspris 2016.